# Kroke (Band)
Kroke (jiddisch für Krakau) ist eine polnische Weltmusik-Band. 

## Geschichte
Die drei langjährigen Freunde und Absolventen der Krakauer Musikakademie Tomasz Lato, Tomasz Kukurba und Jerzy Bawoł gründeten die Gruppe 1992 in Krakau. Die Gruppe tritt international auf, vor allem in Europa, und arbeitet bei Albumproduktionen und Konzerten mit verschiedenen Gastmusikern zusammen.
Das erste Album Trio - Klezmer Acoustic Music von 1996 zeigt noch die ursprüngliche Absicht, als zeitgenössische Klezmerband anerkannt zu werden. Im Laufe der Jahre, Kooperationen und weiteren Albumveröffentlichungen kam neben den Klezmer-Wurzeln die prinzipielle Offenheit der Band gegenüber europäischem Jazz (Seventh Trip, 2007), klassischer Musik (Feelharmony, 2012) und Balkan-Folk-Rhythmen zum Tragen. Obwohl an sich eine reine Instrumentalband ohne Vokalisten, werden immer wieder Sängerinnen und Sänger hinzugezogen, so Edyta Geppert für die Produktion Śpiewam życie – I Sing Life von 2007. Für ihr zehntes Album Ten von 2014 wurde die Band für den polnischen Musikpreis Fryderyk 2015 nominiert.

## Besetzung
- Tomasz Kukurba – Violine, Bratsche, Gesang, Percussion u. v. m.
- Tomasz Lato – Kontrabass
- Jerzy Bawoł – Akkordeon

Auf dem Album The Sounds Of The Vanishing World arbeitete Kroke 1999 mit Dariusz Grela zusammen (Gesang, Schlagzeug-Programmierung, Sampling), der mit seinem Krakauer Tonstudio an der Produktion des Albums Ten (2014) als Produzent wiederum beteiligt war.  Mit Tomasz Grochot (Schlagzeug, Percussion) fand seit 2004 eine Zusammenarbeit auf insgesamt drei Alben statt. Auf dem Album East meets east und auf Konzerten (auch 2009) spielte Nigel Kennedy auf Violine und elektrischer Violine mit Kroke zusammen. Mit der Sängerin Edyta Geppert und dem Jazz-Pianisten Krzysztof Herdzin fand 2007 eine Kooperation statt. Seit dem Album Out of Sight konzentriert sich Kroke wieder mehr auf die ursprüngliche Trio-Besetzung, wo erstmals Grochot in der Besetzung nicht mehr dabei war.

## Diskografie
- Trio – Klezmer Acoustic Music (Oriente 1996)
- Eden (Oriente 1997)
- Live at The Pit (Oriente 1998)
- The Sounds Of The Vanishing World, ausgezeichnet mit dem Preis der deutschen Schallplattenkritik (Oriente 1999)
- Ten Pieces to Save the World (Oriente 2003)
- East meets east, mit Nigel Kennedy (EMI 2003, PL: Gold)
- Quartet – Live At Home (Oriente 2004)
- Seventh Trip (Oriente 2007)
- Śpiewam życie – I Sing Life, mit Edyta Geppert (Oriente 2007)
- Out of Sight (Oriente 2009)
- Feelharmony (EMI 2012)
- Ten (Oriente 2014, PL: Gold)
- Cabaret of Death: Music for a Film (Oriente 2015)
- Rejwach (Oriente 2019)

Außerhalb von Deutschland sind weiterhin erschienen:
- Avra, Maja Sikorowska & Kroke (EMI-Polen 2011)
- Live in Førde – Tindra & Kroke (2011, erschienen in Norwegen bei ta:lik; als download-Album in Deutschland erhältlich)